# 呂旦
吕旦（？—？），字寅伯，南直隸崑山人，明朝政治人物、进士。
永乐四年（1406年）三甲一百零一名进士。中进士后，其父吕昭（沁州知州）留遗书详戒：“进士美官，然不能廉，终非吾子。”其廉介正如父。曾任工部主事，后升任河南僉事。